# Unione dei comuni Terre dei Peligni
L'unione dei comuni Terre dei Peligni è una unione di comuni che nasce dall'accordo tra quattro comuni italiani della provincia dell'Aquila.
Il suo territorio comprende gran parte della Valle Peligna, area che anticamente ospitava l'omonimo popolo italico dei Peligni, fino ai confini con la provincia di Pescara. Ne fanno parte i comuni di Corfinio, Raiano, Roccacasale e Vittorito; l'unione comprende un'area di 78,44 km² nella quale risiedono 5 002 abitanti.

## Storia
L'unione, istituita nell'anno 2015, è un ente locale di secondo grado, costituito e disciplinato dal decreto legislativo 18 agosto 2000, n. 267 che recepisce la legge 3 agosto 1999, n. 265, in particolare l'articolo 32, al fine di mettere in comunione l'esercizio di una pluralità di funzioni e servizi. L'ente è dotato di personalità giuridica ed è governato da un presidente, da una giunta costituita da tutti i sindaci dei comuni aderenti e da un consiglio composto da una rappresentanza dei consigli comunali e dai sindaci stessi. All'istituzione l'ente comprendeva anche il comune di Prezza, che però ha ritirato la sua partecipazione nell'ottobre 2018.

## Funzioni
I comuni aderenti hanno affidato all'unione i servizi di polizia locale, attività e servizi sociali, protezione civile, centrale unica di committenza per i lavori e forniture dei singoli comuni, sportello unico delle attività produttive e servizi di prossimità.

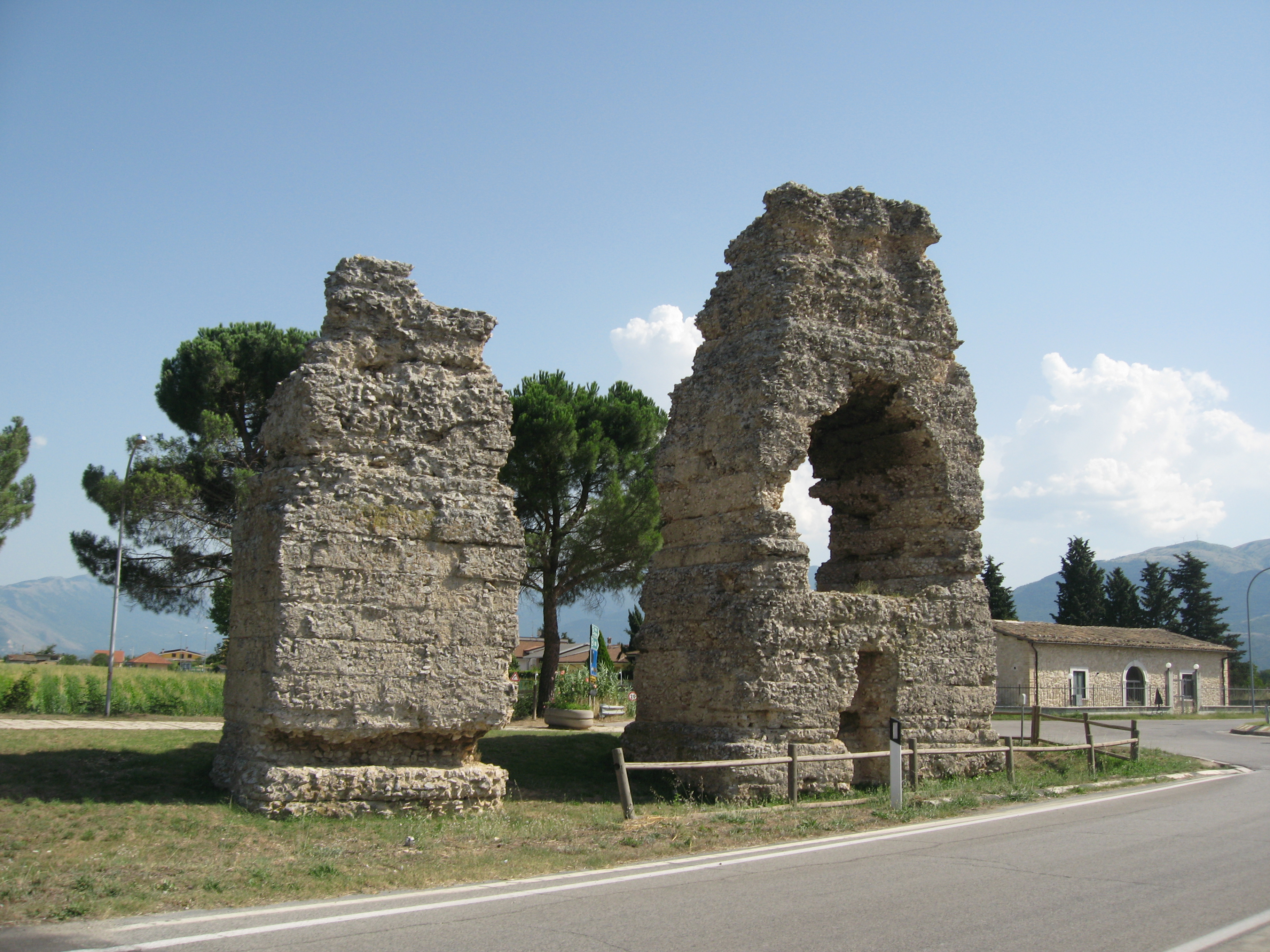
Gli antichi "Morroni" di Corfinio
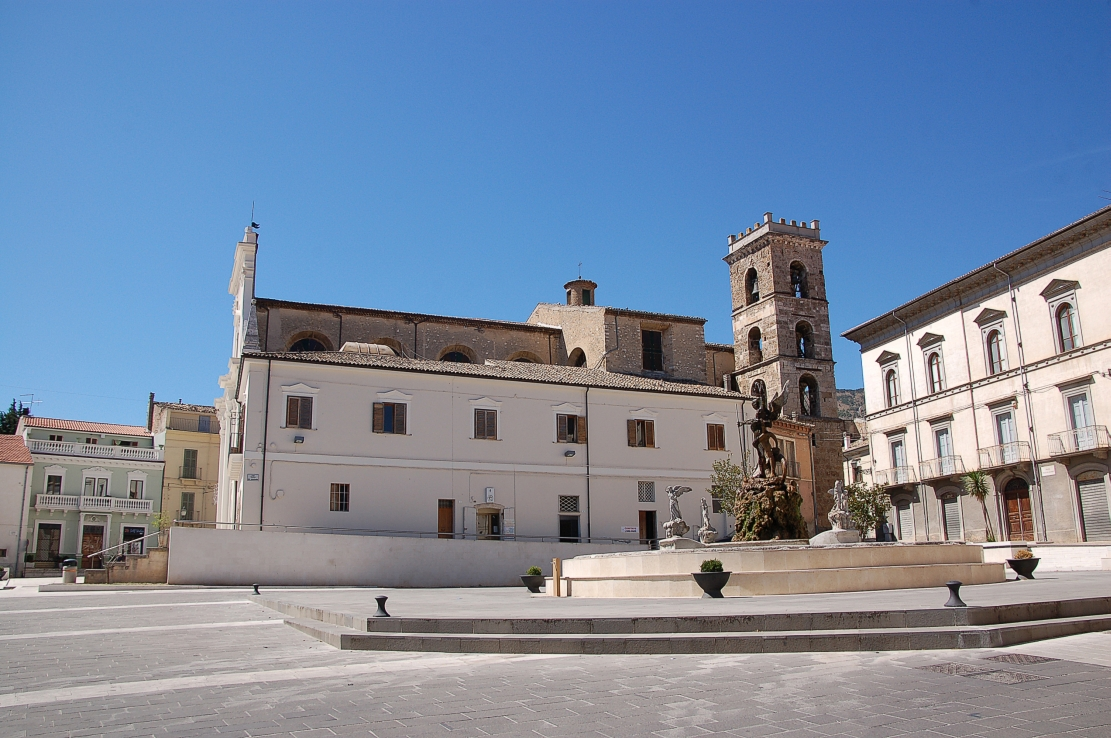
Il centro di Raiano
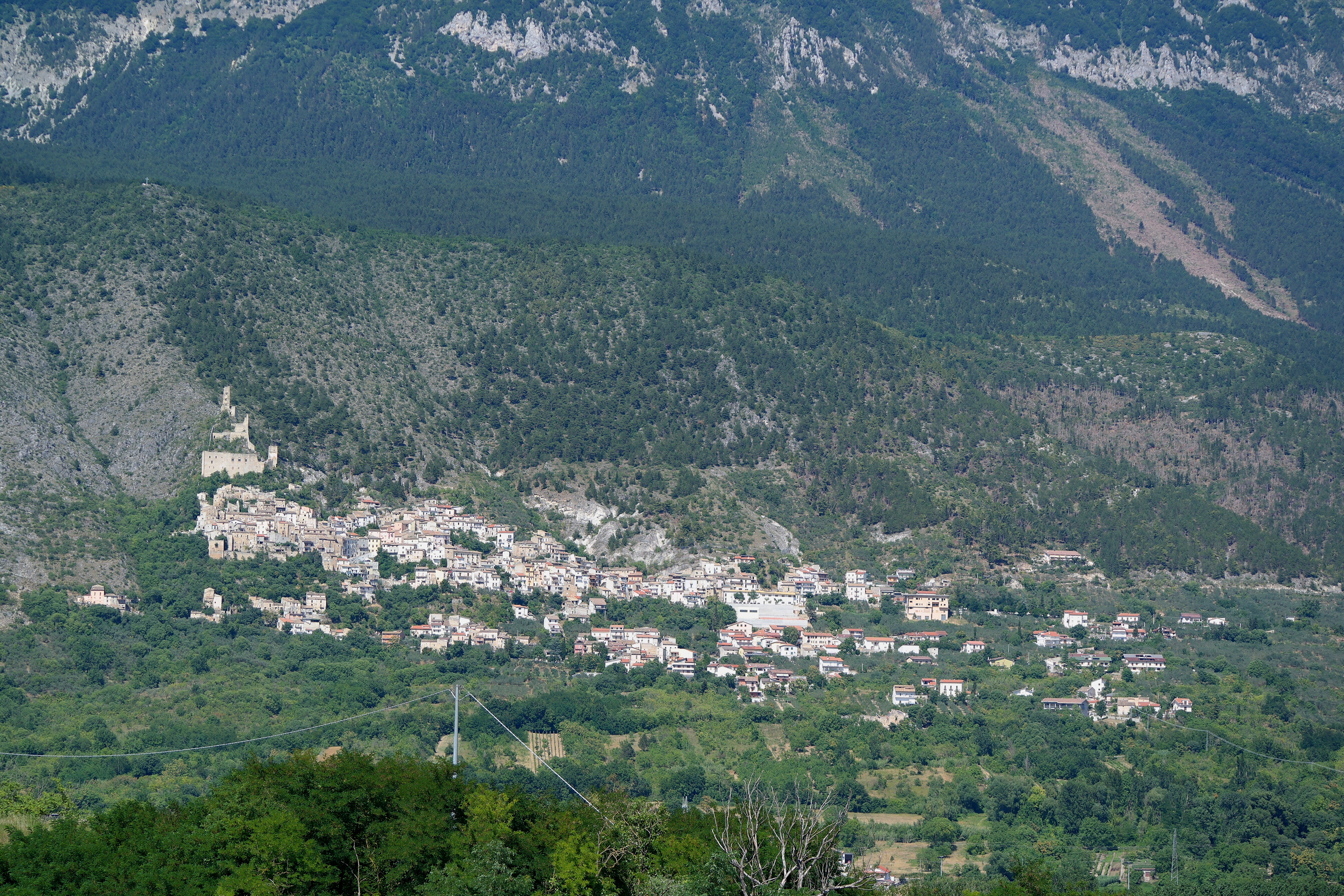
Roccacasale
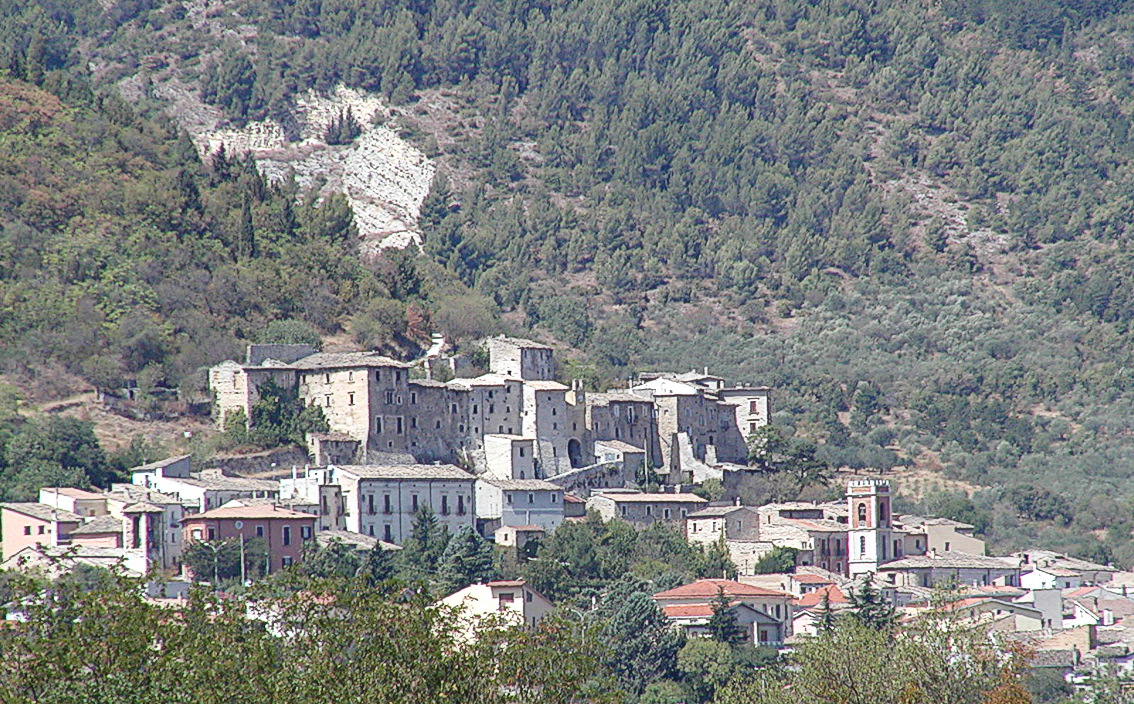
Vittorito